# 水天宮

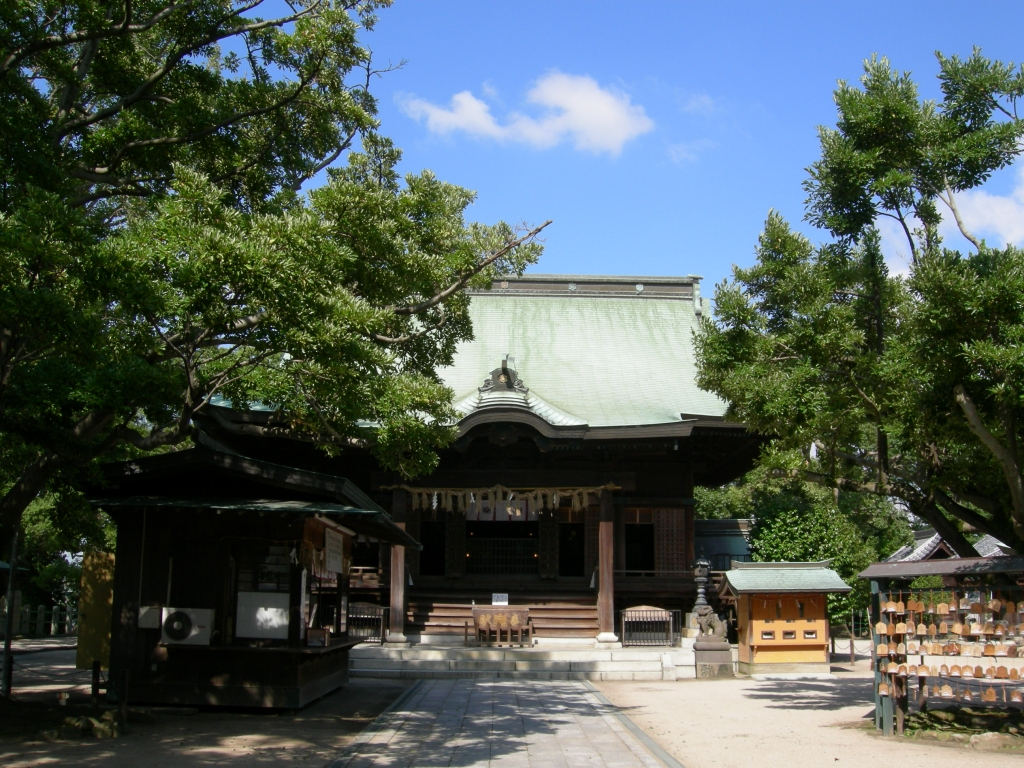
全国の水天宮の総本宮、久留米水天宮

水天宮（すいてんぐう）は、福岡県久留米市の水天宮（久留米水天宮）を総本宮とし、日本全国にある神社である。

## 祭神
天之御中主神（あめのみなかぬしのかみ）、安徳天皇、高倉平中宮（建礼門院、平徳子）、二位の尼（平時子）を祀るが、これとは異なる祭神の水天宮もある。

## 神徳・御利益・信仰
水と子供を守護し、水難除け、漁業、海運、農業、水商売、また安産、子授け、子育てについて信仰が厚い。水天宮の例大祭は5月5日であり、縁日は毎月5日（5日・15日・25日とすることもある）である。これについて総本宮の久留米水天宮では例大祭が5月5日であることから毎月の5日が縁日となったとしているが、東京の水天宮（人形町）では逆に毎月の5日が縁日であることから例大祭が5月5日となったとしている。また犬のお産が軽いことにちなみ、戌の日は安産祈願の人で賑わう。

## 易占いとの関連性
周易の「水天需」と関係が深いとされている。

## 全国の水天宮
主なもののみを記す。境内末社は含まない。名称に「水天宮」を含む宗教法人は全国で27社存在する（宗教法人名に「水天宮」を含まない神社を除く）。宗教法人格を持つ神社を以下に☆をつけて表す。

### 北海道・東北地方
- 北海道
  - 水天宮（札幌水天宮）（札幌市中央区）☆
  - 水天宮（小樽市）☆
  - 能島水天宮（小樽市）☆
  - 函館水天宮（函館市）☆
  - 水天宮 (当別町)（石狩郡当別町）
- 山形県
  - 蔵王常磐水天宮（山形市）☆
- 福島県
  - 水天宮 (郡山市喜久田町)（郡山市喜久田町）☆
  - 水天宮 (郡山市久留米)（郡山市久留米）☆

### 関東地方
- 茨城県
  - 水天宮 (水戸市)（水戸市）☆
  - 水天宮 (土浦市)（土浦市）
- 埼玉県
  - 水天宮（久米水天宮）（所沢市） - 鳩峯八幡神社 (所沢市)の摂社。
  - 水天宮 (ふじみ野市)（ふじみ野市）
  - 玉淀水天宮（大里郡寄居町）
- 東京都
  - 水天宮（中央区）☆
  - 池袋水天宮（豊島区）
  - 日枝神社（水天宮）（清瀬市）
  - 阿豆佐味天神社（立川水天宮）（立川市）
- 神奈川県
  - 平沼神社（水天宮平沼神社）（横浜市西区）☆
  - 杉山神社（合祀：水天宮）（横浜市南区）☆
  - 水天宮 (鎌倉市)（鎌倉市）☆

### 中部地方
- 富山県
  - 水天宮 (南砺市)（南砺市）☆
- 福井県
  - 北陸水天宮（あわら市）
- 長野県
  - 水天宮 (喬木村)（下伊那郡喬木村）☆
- 岐阜県
  - 水天宮 (岐阜市)（岐阜県岐阜市）☆
- 静岡県
  - 水天宮 (焼津市)（石津水天宮）（静岡県焼津市）☆
- 愛知県
  - 水天宮社 (名古屋市)（愛知県名古屋市熱田区）
  - 水天宮 (東栄町)（愛知県北設楽郡東栄町）

### 近畿地方
- 兵庫県
  - 水天宮 (加東市)（東条湖水天宮）（加東市）
  - 神戸水天宮（神戸市長田区）☆
  - 水天宮社 (豊岡市)（豊岡市）☆

### 中国・四国地方
- 愛媛県
  - 水天宮 (東温市)（東温市）☆

### 九州・沖縄地方
- 福岡県
  - 大積水天宮（北九州市門司区）
  - 水天宮（久留米市瀬下町）☆ – 総本宮
  - 水天宮 (久留米市東合川町)（久留米市東合川町）☆
  - 水天宮 (大川市榎津)（大川市榎津）☆
  - 水天宮 (大川市新田)（大川市新田）☆
  - 水天宮 (柳川市)（沖端水天宮）（柳川市）☆
  - 水天宮 (八女市山内)（山内水天宮）（八女市山内）☆
  - 山下水天宮（八女市立花町） [1]
  - 水天宮神社 (筑後市)（筑後市）☆
  - 水天宮 (みやま市)（みやま市）☆
- 佐賀県
  - 下野水天宮（鳥栖市）
- 熊本県
  - 水天宮 (山鹿市)（山鹿市）
- 宮崎県
  - 水天宮 (高鍋町)（児湯郡高鍋町）☆
- 鹿児島県
  - 御嶽教水天宮教会（鹿児島市）☆